# Ying
Ying (chinesisch 郢, Pinyin Yǐng) war die Hauptstadt des antiken chinesischen Staates  Chu (楚). Ihr Territorium befand sich auf dem Gebiet des heutigen Kreises Jiangling in der Provinz Hubei. Nach der Zeit von König Zhao von Chu (楚昭王) wurde die Hauptstadt wiederholt verlegt, die verlegten Hauptstädte trugen alle den Namen „Ying“ (郢).
Zur Zeit des Dichterphilosophen Zhuangzi lag sie noch an der südlichen Peripherie Chinas.